# Smidje (Efteling)
Smidje is een kleine attractie en automaat in het Nederlandse attractiepark de Efteling. De attractie bevindt zich op het Anton Pieckplein. Het opende in 2003 en is ontworpen door Michel den Dulk naar een idee van Léon Weeterings. Vanaf de opening bedroeg de prijs €1,00. Deze is in mei 2022 verhoogd naar €2,00. De recentste pins zijn van januari 2022.

## Omschrijving
Het Smidje werkt in een toren met koperen spits. De werkplaats van de smid is afgesloten door 2 groenhouten deuren. Deze openen bij het inwerpen van een muntstuk. Na het sluiten van de deurtjes werpt de automaat een gouden bal uit met een pin in.
Het Smidje wordt aangedreven door nokkenschijven. Deze techniek wordt ook gebruikt bij de aansturing van de Wolf bij Roodkapje en in Fata Morgana.

## Wetenswaardigheden
- Regelmatig wordt het geluid van een hamerslag op een aambeeld afgespeeld om aandacht te trekken.
- Er hangen twee schilderijtjes in de attractie. Op een van deze schilderijtjes is de voorgevel van het Spookslot afgebeeld.

Lijst van attracties in de Efteling · Lijst van sprookjes in de Efteling · Afbeeldingen